# Kalmi Baruch
Pour les articles homonymes, voir Baruch.
Kalmi Baruch (en alphabet cyrillique serbe : Калми Барух ; Sarajevo, 26 décembre 1896 - camp de concentration de Bergen-Belsen, 1945) est un intellectuel et un hispaniste spécialiste du monde séfarade de l'ex-Yougoslavie durant l'entre-deux-guerres qui a laissé des travaux de linguistique et de philologie portant sur la langue judéo-espagnole.

## Biographie
Kalmi Baruch s'intéresse à la communauté juive séfarade de Bosnie qui compte alors une dizaine de milliers d'individus et dont il étudie les traits linguistiques. Il publie en 1930 El judeo-español de Bosnia, ouvrage sur le judéo-espagnol de Bosnie dont il compare les traits à d'autres variantes dialectales de judéo-espagnol.
Baruch a également collecté nombre de romances en espagnol, poèmes de la tradition orale des Juifs de Bosnie (Španske romanse bosanskih Jevreja, Ballades espagnoles des Juifs bosniaques, 1933).